# الطريق الوطني رقم 15 (الجزائر)
الطريق الوطني 15 (RN15)،المعروف أيضًا باسم طريق آث إراثن، طريق وطني جزائري ومحورًا مهمًا لطرق السيارات في منطقة القبائل، الجزائر . يمتد من الطريق الوطني رقم 12 (المعروف بطريق منطقة القبائل) من المكان المسمى أوميدور (واد عيسي) إلى الشرفة في ولاية البويرة لينضم إلى الطريق الوطني رقم 5 المعروف باسم طريق قسنطينة. 

## تاريخ
تم تشييده عام 1909.

## المسار
يعبر من الشمال إلى الجنوب: إرجن، الأربعاء نايث إيراثن، عين الحمام، أبي يوسف، إيفرحونن، مشد الله، الشرفة.
يمر بالولايات التالية:
- ولاية تيزي وزو
- ولاية البويرة